# Ваше благородие, госпожа удача
Ваше благородие, госпожа разлука,

Мы с тобой родня давно, вот какая штука.

Письмецо в конверте погоди не рви…

Не везёт мне в смерти — повезёт в любви!

Ваше благородие, госпожа чужбина,

Жарко обнимала ты, да только не любила.

В ласковые сети постой не лови…

Не везёт мне в смерти — повезёт в любви!

Ваше благородие, госпожа удача,

Для кого ты добрая, а кому иначе.

Девять граммов в сердце постой не зови…

Не везёт мне в смерти — повезёт в любви!

Ваше благородие, госпожа победа,

Значит, моя песенка до конца не спета.

Перестаньте, черти, клясться на крови…

Не везёт мне в смерти — повезёт в любви!
«Ваше благородие, госпожа удача» — песня на слова Булата Окуджавы и на музыку Исаака Шварца, написанная для художественного фильма Владимира Мотыля «Белое солнце пустыни» (1970 год). В картине её поёт бывший царский таможенник Верещагин (актёр — Павел Луспекаев). Музыкальная тема песни звучит на протяжении всего фильма.
Во многих песенниках и изданиях эта песня называется «Песня Верещагина». В сборнике «Арбат, мой Арбат» (1976 год) она названа «Белое солнце пустыни». В сборнике «Капли датского короля» (1991 год, составитель В. Босенко) песня имеет название «Ваше благородие, госпожа разлука…». В сборнике «Чаепитии на Арбате» (1996 год) песня напечатана вовсе без названия. Сам Окуджава в одном из интервью назвал песню просто «Госпожа удача».

## История создания
Слова песни были написаны Булатом Окуджавой в 1967 году. Специально для фильма, который снимался с ноября 1968 года по январь 1969 года, Исаак Шварц по заказу Владимира Мотыля написал музыку. Партию гитары для песни записал гитарист Алексей Якушев.
Фильм, вначале не допущенный к показу, очень понравился Леониду Брежневу — и особенно песня о «госпоже удаче». Благодаря этому фильм был разрешён к широкому просмотру.

## Художественные особенности
Песня является стилизацией песен времён революции и Гражданской войны, о чём говорит, в том числе, этикетная формула «Ваше благородие».
Вторая строчка первого куплета в разных исполнениях варьировалась. В фильме Верещагин поёт: «Мы с тобой родня давно». Этого же варианта придерживались и многие барды, — в частности, братья Мищуки. В студийной записи Павел Луспекаев поёт: «Всё мы с ней не встретимся», и этот вариант вышел на пластинке. Во многих поэтических сборниках текст приведён в редакции «Мне с тобою холодно», но практически никто, кроме самого Окуджавы, в таком варианте песню не пел. Егор Летов в альбоме «Народоведение» (переиздание «Выргорода») пел «Мы с тобой друзья давно», также в данном варианте другой порядок куплетов.

## В культуре
Исаак Шварц создал музыку более чем для 100 фильмов, но эта мелодия стала у него самой известной и узнаваемой. Композитор вспоминал, что писал музыку к этой песне, представляя, что будет петь именно Павел Луспекаев. Режиссёр Акира Куросава при просмотре фильма был так восхищён песней Верещагина, что сразу пригласил Шварца к совместной работе в своём фильме «Дерсу Узала». Булат Окуджава считал эту песню самой удачной своей песней к кинофильмам.
Песня стала одной из самых популярных мелодий советского кинематографа и приобрела самостоятельную известность. Она сразу же перестала восприниматься как авторская и вскоре фольклоризировалась до такой степени, что появился целый ряд песен-переделок — особенно в солдатской и студенческой среде.